# Schaefferia duodecimocellata
Schaefferia duodecimocellata is een springstaartensoort uit de familie van de Hypogastruridae. De wetenschappelijke naam van de soort is voor het eerst geldig gepubliceerd in 1945 door Bonet.